# Metropis latina
Metropis latina är en insektsart som beskrevs av Rauno E. Linnavuori 1959. Metropis latina ingår i släktet Metropis och familjen sporrstritar. Inga underarter finns listade i Catalogue of Life.